# 323
Năm 323 là một năm trong lịch Julius. 